# 小行星5976
小行星5976（英語：5976 Kalatajean）是一颗围绕太阳公转的小行星。1992年9月25日，橡树岭天文台在哈佛大学天文台发现了此天体。
这颗小行星的绝对星等为235.00533等。